# キャスウェル郡 (ノースカロライナ州)
キャスウェル郡（キャスウェルぐん、英: Caswell County）は、アメリカ合衆国ノースカロライナ州の中央部北に位置する郡である。2010年国勢調査での人口は23,719人であり、2000年の23,501人から0.9%増加した。郡庁所在地はヤンシービル町（人口2,039人）であり、同郡で人口最大の町でもある。

## 歴史
キャスウェル郡は1777年にオレンジ郡の北部が分離して設立された。郡名は1776年から1780年まで初代ノースカロライナ州知事を務めたリチャード・キャズウェルに因んで名付けられた。リーズバーグが最初の郡庁所在地だった。1792年、郡の東側ほぼ半分がパーソン郡になった。この分割後、郡政府は新しい郡の中央に移され、その新しい町は初めキャスウェル・コートハウスと呼ばれていたが、後にヤンシービルに改名された。
キャスウェル郡は多くの政治指導者を輩出した。バートレット・ヤンシー・ジュニア、アーチボルド・デボウ・マーフィ、ロミュラス・ミッチェル・サンダース、ベッドフォード・ブラウン、カルビン・グレイブス、ジョン・カー、ジェイコブ・トンプソン等である。一時期では、ノースカロライナ州の立法が全て、キャスウェル郡選出の議員を通じて方向づけされるとすら言われた。その例として、バートレット・ヤンシー・ジュニアが1817年から1827年までノースカロライナ州上院議長、この同じ期間の一部はロミュラス・ミッチェル・サンダースが下院議長だった。
スレイド一族が明るい葉タバコの養生法を発見したのがキャスウェル郡であり、これによってタバコ産業を革新し、地域に大きな富をもたらした。
地方紙の「ザ・キャスウェル・メッセンジャー」は85年以上の歴史があり、現在はオンラインのサイトを運営している。

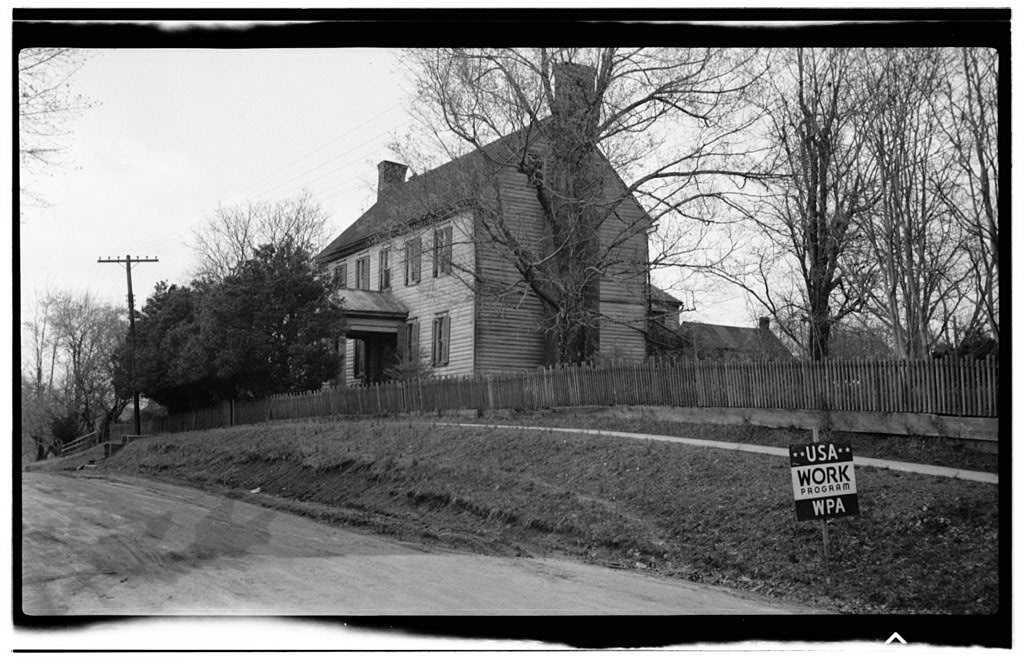
アーウィン邸、キャスウェル郡ミルトン、1940年撮影

## 文化
郡庁所在地のヤンシービルには、ウィリアム・パーシバルが設計した南北戦争前の郡庁舎など、1830年から南北戦争までに建てられた23の建物があり、歴史博物館やヤンシー邸などがある。毎年2つの大きな祭を開催している。「ブライトリーフ・ホーダウン」と「スプリング・フリング」である。「ブライトリーフ・ホーダウン」はヤンシービル中心街で9月下旬の1日、屋外で行われる祭である。5,000人以上の観衆が集まる。「スプリング・フリング」はプロビデンス消防団の敷地で4月下旬あるいは5月上旬の週末2日間で開催される。
ヤンシービルではキャスウェル郡公園とレクリエーション部があり、特に子供向けに様々なスポーツと活動を主宰している。プロビデンスには、契約改革バプテスト教会が所有する大型体育館「ザ・ジム」がある。日曜夜には青年のバスケットボール試合が行われる。チェロキー・スカウト保留地はヤンシービルの南、ファーマーズ湖近くにある。

## 郡政府
キャスウェル郡は、地域自治体の委員会であるピードモント・トライアド自治体委員会のメンバーである。

## 地理
アメリカ合衆国国勢調査局に拠れば、郡域全面積は428平方マイル (1,108.5 km2)であり、このうち陸地425平方マイル (1,100.7 km2)、水域は4平方マイル (10.4 km2)で水域率は0.88%である。

### 郡区
キャスウェル郡は9つの郡区に分割されている。アンダーソン、ハイタワーズ、リーズバーグ、ロカストヒル、プロビデンス、ミルトン、ペルハム、ストーニークリーク、ヤンシービルの各郡区である。

### 主要高規格道路
- アメリカ国道29号線
- アメリカ国道158号線
- ノースカロライナ州道49号線
- ノースカロライナ州道57号線
- ノースカロライナ州道62号線
- ノースカロライナ州道86号線
- ノースカロライナ州道87号線
- ノースカロライナ州道119号線
- ノースカロライナ州道150号線
- ノースカロライナ州道700号線

### 隣接する郡と独立市
- ダンビル (バージニア州) - 北
- ピットシルベニア郡 (バージニア州) - 北
- ハリファックス郡 (バージニア州) - 北東
- パーソン郡 - 東
- オレンジ郡 - 南東
- アラマンス郡 - 南西
- ロッキンガム郡 - 西

## 人口動態
以下は2000年の国勢調査による人口統計データである。
| 基礎データ - 人口: 23,501人 - 世帯数: 8,670 世帯 - 家族数: 6,398 家族 - 人口密度: 21人/km2（55人/mi2） - 住居数: 9,601軒 - 住居密度: 9軒/km2（23軒/mi2） 人種別人口構成 - 白人: 61.07% - アフリカン・アメリカン: 36.52% - ネイティブ・アメリカン: 0.19% - アジア人: 0.15% - 太平洋諸島系: 0.03% - その他の人種: 1.17% - 混血: 0.86% - ヒスパニック・ラテン系: 1.77% | 年齢別人口構成 - 18歳未満: 23.2% - 18-24歳: 7.7% - 25-44歳: 30.1% - 45-64歳: 26.0% - 65歳以上: 13.0% - 年齢の中央値: 38歳 - 性比（女性100人あたり男性の人口） - 総人口: 102.5 - 18歳以上: 102.3 世帯と家族（対世帯数） - 18歳未満の子供がいる: 31.0% - 結婚・同居している夫婦: 55.2% - 未婚・離婚・死別女性が世帯主: 14.2% - 非家族世帯: 26.2% - 単身世帯: 23.2% - 65歳以上の老人1人暮らし: 10.2% - 平均構成人数 - 世帯: 2.56人 - 家族: 3.01人 | 収入と家計 - 収入の中央値 - 世帯: 35,018米ドル - 家族: 41,905米ドル - 性別 - 男性: 28,968米ドル - 女性: 22,339米ドル - 人口1人あたり収入: 16,470米ドル - 貧困線以下 - 対人口: 14.4% - 対家族数: 10.9% - 18歳未満: 18.3% - 65歳以上: 21.1% |

## 都市と町

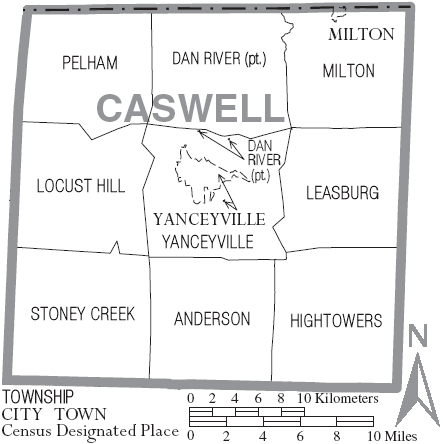
キャスウェル郡の自治体と郡区

### 法人化自治体
- ミルトン
- ヤンシービル - 郡庁所在地

### 未編入の町
| - キャスビル - リーズバーグ - ペルハム | - プロスペクトヒル - プロビデンス - パーリー | - シモラ - チェリーグローブ - ブランチ |

## 教育
キャスウェル郡教育学区には、幼稚園前から12年生までを教える6つの学校がある。高校1校、中学校1校、小学校4校である。ピードモント・コミュニティカレッジが公衆安全訓練センターに支所を持っている。